# 康振黄
康振黄（1920年6月—2018年12月5日），山西五台人，中国流体力学家、生物力学家，政治人物。中国民主同盟中央委员会原副主席，四川省人民政府原副省长，四川省人大常委会原副主任。